# James A. Roosevelt

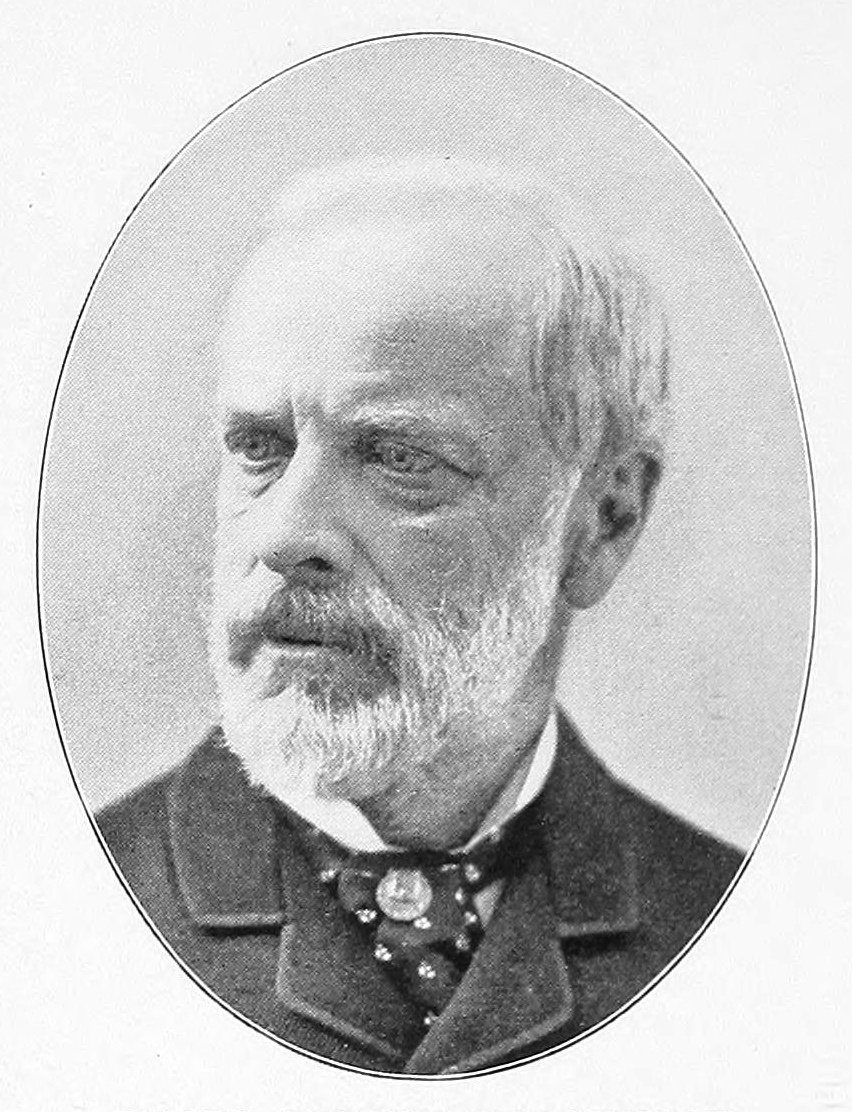
James Alfred Roosevelt

James Alfred Roosevelt (* 13. Juni 1825 in New York City; † 15. Juli 1898) war ein US-amerikanischer Geschäftsmann und Bankier.

## Werdegang
Während des Bürgerkrieges war James maßgeblich an der Organisation der zivilen Unterstützung für das Anliegen der Union beteiligt. Seine Bemühungen im Namen der United States Sanitary Commission und der Western Sanitary Commission führten dazu die Mittel für humanitäre Hilfe zu erhöhen, vor allem Kleidung und medizinische Versorgung für die Unionssoldaten im Feld. Sein Briefwechsel mit seinem Kollegen James Yeatman, seinem Bruder Theodore und Oliver Matthews, einem Freund der Familie, offenbarten beides, sowohl die wachsende Anzahl an Hilfegesuchen, da der Krieg zunehmend blutiger und grausamer wurde, sowie auch die schnelle und wirksame Erwiderung, welche James und seine Familie angebracht hielten als Antwort auf diese Gesuche.
James stieg mit 20 Jahren in das Familienunternehmen Roosevelt & Son mit ein, damals der größte Importeur für Flachglas in New York City, und wurde Geschäftspartner seines Vaters Cornelius. Als sich dieser dann 1865 endgültig von der Geschäftsführung zurückzog, übergab er diese an ihn und seinen Bruder Theodore. Beide führten das Geschäft bis 1876 weiter, als sie zu jener Zeit das Unternehmen endgültig in ein Bankhaus umwandelten. Als ihr Vater dann 1871 in seiner Sommerresidenz in Oyster Bay verstarb, hinterließ er jedem von ihnen über 3 Millionen Dollar. 1878 starb dann noch sein Bruder Theodore an einem gastrointestinalen Stromatumor.
Im Laufe der Jahre bekleidete James in zahlreichen Unternehmen Führungspositionen: Er war Vizepräsident bei der Chemical National Bank (heute J.P. Morgan Chase & Co.), Präsident der Broadway Improvement Company, Vizepräsident der Bank of Savings, Vorstandsmitglied bei der Delaware and Hudson Canal Company, Direktor der New York Life Insurance Trust Company, der Eagle Fire Company, der Greenwich Insurance Company, der Central and South American Telegraph Company usw.
Darüber hinaus war er Mitglied des Metropolitan Museum of Art, dem Knickerbocker Club, dem Century Riding Club, dem New York Yacht Club, dem Seawanhaka Corinthian Yacht Club, dem Hudson River Ice Yacht Club und dem Somerset Club sowie der Boston and Downtown Association der St. Nicholas Society. James saß auch im Board of Park Commissioners, war Direktor des Roosevelt Hospitals und Trustee der New York Society for the Prevention of Cruelty to Children.
Er verstarb während einer Zugfahrt am 15. Juli 1898 an den Folgen von Apoplexie.

## Familie
James wurde 1825 als zweiter Sohn von Margaret Barnhill (1799–1861) und Cornelius Roosevelt (1794–1871) in New York City geboren. Sein älterer Bruder war Silas. Er hatte aber auch vier jüngere Brüder: Cornelius junior, Robert, Theodore und William, der im Alter von einem Jahr verstarb.
Am 22. Dezember 1847 heiratete er Elizabeth Norris Emlen (* 26. Januar 1825), Tochter von Mary Parker Norris und William Fishborne Emlen aus Philadelphia (Pennsylvania). Das Paar bekam vier gemeinsame Kinder:
- Mary Emlen Roosevelt (* 27. September 1848 in New York; † 19. Dezember 1885) verstarb unverheiratet.
- Cornelia Roosevelt (* 5. Februar 1850 in New York) änderte ihren Namen in Leila Roosevelt. Sie war zweimal verheiratet. Am 21. Februar 1870 heiratete sie Montgomery Roosevelt Schuyler (* 18. Februar 1845). Danach ging sie am 26. April 1890 die Ehe mit Edward Reeve Merritt ein. Beide Ehen blieben kinderlos.
- Alfred Roosevelt (* 2. April 1856 in New York) war mit Katharine Lowell verheiratet.
- William Emlen Roosevelt (* 30. April 1857 in New York; † 15. März 1930) war mit Christine G. Kean verheiratet.